# Zwischenlager Mitterteich
Das Zwischenlager Mitterteich ist ein Zwischenlager für radioaktive Abfälle in Mitterteich, Bayern. Hier betreibt die GRB – Sammelstelle Bayern für radioaktive Stoffe GmbH seit 1985 im Auftrag des Bayerischen Staatsministeriums für Umwelt, Gesundheit und Verbraucherschutz zwei Sammelstellen.

## Sammelstellen

### Landessammelstelle
Dies ist eine Landessammelstelle für radioaktive Abfälle. Die Abfälle sind schwach- oder mittelradioaktiv und stammen überwiegend aus der Nuklearmedizin, Industrie und aus Forschungseinrichtungen. Sie verfügt über eine genehmigte Lagerkapazität von 10.000 Abfallbehältern (200 und 400-Liter-Fässer). In dieser Sammelstelle werden feste Abfälle aus Bayern eingelagert. Bis 21. August 2019 wurde schwach- und mittelradioaktiver Abfall in 1374 Behältern mit einem Gebindebruttovolumen von etwa 303 Kubikmetern eingelagert.

### EVU-Lagerhalle
Die „EVU-Lagerhalle“ ist ein zentrales Zwischenlager für schwach- und mittelradioaktiven Abfälle aus kerntechnischen Anlagen in Bayern. Die genehmigte Lagerkapazität liegt bei 40.000 Abfallbehältern (200 und 400-Liter-Fässer). Die Genehmigung ist befristet bis Ende 2028.
70 Prozent der Lagerkapazität stehen PreussenElektra zur Verfügung für das Kernkraftwerk Isar (KKI 1 und 2) und Kernkraftwerk Grafenrheinfeld. Die restlichen 30 Prozent werden von RWE genutzt für das Kernkraftwerk Gundremmingen (Blöcke A–C) und Versuchskernkraftwerk Kahl. Weitere elf Behälter stammen von Siemens Unternehmensteil Karlstein (SUK). Bis 21. August 2019 wurde schwach- und mittelradioaktiver Abfall in 16.240 Behältern mit einem Gebindebruttovolumen von etwa 9.150 Kubikmetern eingelagert.